# Snelwegparking Kalken
De snelwegparking Kalken is een geheel van twee verzorgingsplaatsen, Kalken-Noord en Kalken-Zuid, aan de autosnelweg A14/E17 tussen de Belgische steden Gent en Antwerpen op het grondgebied van Kalken (Laarne). De parkings bevinden zich 2,5 kilometer ten oosten van de op- en afrit van Beervelde en 7,5 km ten westen van het complex Lokeren/Zele. In westelijke richting op de E17 is de volgende parking Gentbrugge en het eerstvolgende tankstation Nazareth, in oostelijke richting is dat respectievelijk Waasmunster en Kruibeke.
In België verschenen de eerste snelwegparkings in de jaren 1970. De plannen voor Kalken werden in 1963 gemaakt; de aanleg volgde in 1976. De gebouwen, wegenis en parkeerplaatsen werden vernieuwd tussen 2015 en 2017. Beide zijden bestaan sindsdien uit een TotalEnergies-tankstation, een winkel met horeca en parkeerterreinen voor auto's en vrachtauto's, inclusief een beveiligde parking geopend in 2017.